# Socotá

Localização de Socota no departamento de Boyacá.

Socota é um município no departamento de Boyacá, na Colômbia.